# Oncocnemis heterogena
Oncocnemis heterogena är en fjärilsart som beskrevs av Blanchard 1972. Oncocnemis heterogena ingår i släktet Oncocnemis och familjen nattflyn. Inga underarter finns listade i Catalogue of Life.